# Michael Beach
Michael Anthony Beach (Boston, 30 oktober 1963) is een Amerikaans acteur.

## Biografie
Beach heeft de high school doorlopen aan de Noble & Greenough School in Dedham (Massachusetts), hierna ging hij acteren leren aan de Juilliard School in New York. Hij begon met acteren in off-Broadway theaters om hierna te verhuizen naar Los Angeles om te acteren voor televisie.
Beach begon in 1986 met acteren voor televisie in de film Vengeance: The Story of Tony Cimo. Hierna heeft hij nog meer dan 140 rollen gespeeld in films en televisieseries zoals The Abyss (1989), Internal Affairs (1990), Short Cuts (1993), ER (1995-1997), Third Watch (1999-2005), Hell Ride (2008), Stargate Atlantis (2007-2009), Sons of Anarchy (2010) en The Game (2011-2012).
Beach was van 1989 tot en met 2006 getrouwd en heeft hieruit vier kinderen. Hij is in 2007 opnieuw getrouwd en woont nu met zijn vrouw in Los Angeles.

## Prijzen[2]
- 2003 Black Reel Awards in de categorie Beste Onafhankelijke Acteur’’ met de film Crazy as Hell – genomineerd.
- 2003 Image Awards in de categorie Uitstekende Acteur in een Dramaserie’’ met de televisieserie Third Watch – gewonnen.
- 2000 Image Awards in de categorie Uitstekende Acteur in een Dramaserie’’ met de televisieserie Third Watch – genomineerd.
- 1998 Image Awards in de categorie Uitstekende Acteur in een Bijrol in een Dramaserie’’ met de televisieserie ER – genomineerd.
- 1998 Acapulco Black Film Festival in de categorie Beste Acteur met de film Soul Food – genomineerd.
- 1994 Golden Globes in de categorie Beste Cast met de film Short Cuts – gewonnen.

## Filmografie[3]

### Films
Selectie:
- 2023 Saw X - als Henry Kessler
- 2018 Aquaman – als Jesse
- 2018 If Beale Street Could Talk – als Frank Hunt
- 2016 Patriots Day – als gouverneur Deval Patrick
- 2015 The Submarine Kid – als Marc
- 2013 Insidious: Chapter 2 – als rechercheur Sendal
- 2012 Red Dawn – als burgemeester Jenkins
- 2008 Stargate: The Ark of Truth – als kolonel Abe Ellis
- 2008 Hell Ride – als Goody Two Shoes
- 1998 Ruby Bridges – als Abon Bridges
- 1994 Knight Rider 2010 – als Marshal Will McQueen
- 1993 True Romance – als Wurlitzer
- 1993 Short Cuts – als Jim Stone
- 1993 The Hit List – als Akin
- 1990 Internal Affairs – als Dorian Fletcher
- 1989 The Abyss – als Barnes
- 1989 Lean on Me – als Mr. Darnell

### Televisieseries
Uitgezonderd eenmalige gastrollen.
- 2017 – 2024 S.W.A.T. – als Leroy – 14 afl.
- 2024 Dead Boy Detectives - als Tragic Mick - 4 afl.
- 2018 – 2024 The Rookie – als Percy West – 7 afl.
- 2022 - 2023 Kingdom Business - als Calvin Jordan - 16 afl.
- 2021 - 2023 Mayor of Kingstown - als kapitein Moore - 13 afl.
- 2022 - 2023 Tulsa King - als Mark - 4 afl.
- 2022 Dahmer – Monster: The Jeffrey Dahmer Story - als rechercheur Murphy– 7 afl.
- 2022 Law & Order - als Brian Harris - 2 afl.
- 2019 – 2021 Truth Be Told – als Ingram Rhoades – 18 afl.
- 2020 SEAL Team – als kapelaan Ryan Walker – 3 afl.
- 2020 Cherish the Day – als Ben – 7 afl.
- 2019 – 2020 All Rise – als Rick Kramer – 2 afl.
- 2019 – 2020 Chicago P.D. – als Darius Walker – 5 afl.
- 2019 Swamp Thing – als Nathan Ellery – 5 afl.
- 2016 – 2019 The 100 – als Charles Pike – 13 afl.
- 2018 – 2019 For the People – als Douglas Delap – 5 afl.
- 2017 Dynasty – als politiehoofd Aaron Stansfield – 3 afl.
- 2016 Pitch – als Bill Baker – 3 afl.
- 2015 Secrets and Lies – als Arthur Fenton – 4 afl.
- 2015 The Blacklist – als Brad Marking – 2 afl.
- 2011 – 2015 The Game – als Roger Keith – 9 afl.
- 2010 – 2014 Sons of Anarchy – als T.O. Cross – 11 afl.
- 2014 Crisis – als FBI directeur Olsen – 13 afl.
- 2013 The Client List – als Harold Clemens – 7 afl.
- 2009 The Cleaner – als Lonnie Simon – 2 afl.
- 2009 Soul – als Isaiah – 2 afl.
- 2007 – 2009 Stargate Atlantis – als kolonel Abe Ellis – 5 afl.
- 2006 Brothers & Sisters – als Noah Guare – 2 afl.
- 2004 – 2006 Justice League – als diverse stemmen – 6 afl. (animatieserie)
- 1999 – 2005 Third Watch – als Monte Parker – 104 afl.
- 1999 Spawn – als Terry Fitzgerald – 3 afl. (animatieserie)
- 1995 – 1997 ER – als Al Boulet – 18 afl.
- 1994 NYPD Blue – als Frank Quint – 2 afl.
- 1994 – 1995 Under Suspicion – als Desmond Beck – 2 afl.
- 1988 The Street – als Shepard Scott – ? afl.

- Bibliothèque nationale de France: cb14039644s (data)
- International Standard Name Identifier: 0000 0001 0797 6688
- Library of Congress Control Number: no99082418
- Nationale Bibliotheek van Israël: 987009347802105171
- SNAC: w67087kj
- Système universitaire de documentation: 08694939X
- Virtual International Authority File: 19881283
- WorldCat: E39PBJc3FY48VGhCQVQVckXjmd